# Sergestidae
Sergestidae es una familia de pequeños crustáceos decápodos denominados comúnmente langostinos o camarones, pertenecientes al suborden de los dendrobranquiados. Las especies que integran sus numerosos géneros se distribuyen en aguas marinas de todo el mundo, siendo explotados comercialmente para la alimentación humana.
Esta familia posee hábitos alimenticios detritívoro-planctónicos y su origen se remonta por lo menos hasta el Jurásico Medio (Bajociense-Bathoniense).

## Taxonomía
Descripción original
La familia Sergestidae fue descrita originalmente en el año 1852 por el geólogo, mineralogista, zoólogo y botánico estadounidense James Dwight Dana.
Subdivisión
Esta familia se compone de, al menos, 19 géneros vivientes y algunos solo conocidos en base al registro fósil:
- Acetes H. Milne Edwards, 1830
- Allosergestes Judkins & Kensley, 2008
- Casertanus Bravi et al., 2014 †
- Challengerosergia Vereshchaka, Olesen & Lunina, 2014
- Cornutosergestes Vereshchaka, Olesen & Lunina, 2014
- Cretasergestes Garassino & Schweigert, 2006 †
- Deosergestes Judkins & Kensley, 2008
- Eusergestes Judkins & Kensley, 2008
- Gardinerosergia Vereshchaka, Olesen & Lunina, 2014
- Lucensosergia Vereshchaka, Olesen & Lunina, 2014
- Neosergestes Judkins & Kensley, 2008
- Paleomattea Maisey & G. P. de Carvalho, 1995 †
- Parasergestes Judkins & Kensley, 2008
- Peisos Burkenroad, 1945
- Petalidium Spence Bate, 1881
- Phorcosergia Vereshchaka, Olesen & Lunina, 2014
- Prehensilosergia Vereshchaka, Olesen & Lunina, 2014
- Robustosergia Vereshchaka, Olesen & Lunina, 2014
- Scintillosergia Vereshchaka, Olesen & Lunina, 2014
- Sergestes H. Milne Edwards, 1830
- Sergia Stimpson, 1860
- Sicyonella Borradaile, 1910